# Diuris corymbosa
Diuris corymbosa är en orkidéart som beskrevs av John Lindley. Diuris corymbosa ingår i släktet Diuris och familjen orkidéer. Inga underarter finns listade i Catalogue of Life.

## Bildgalleri

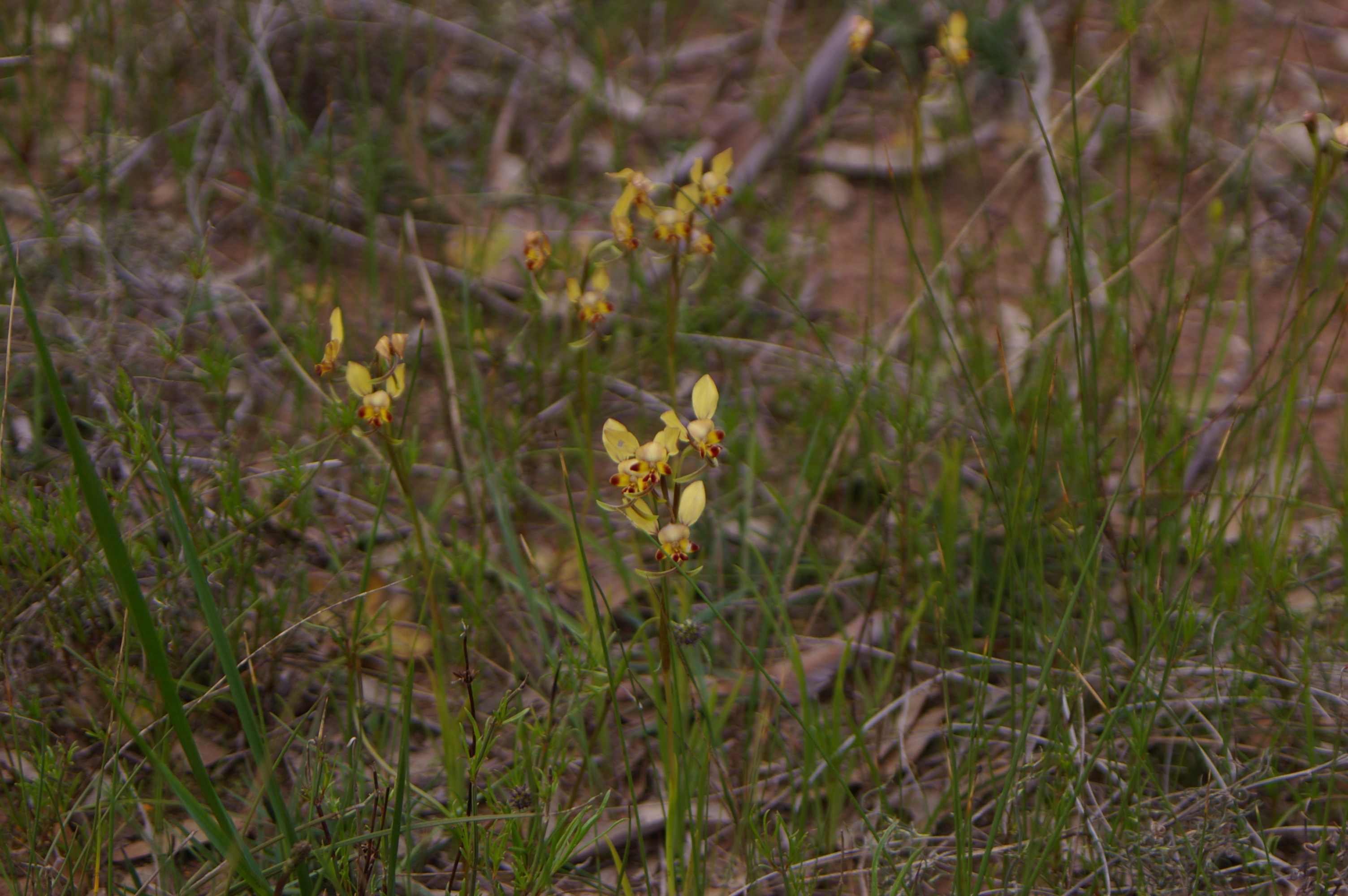
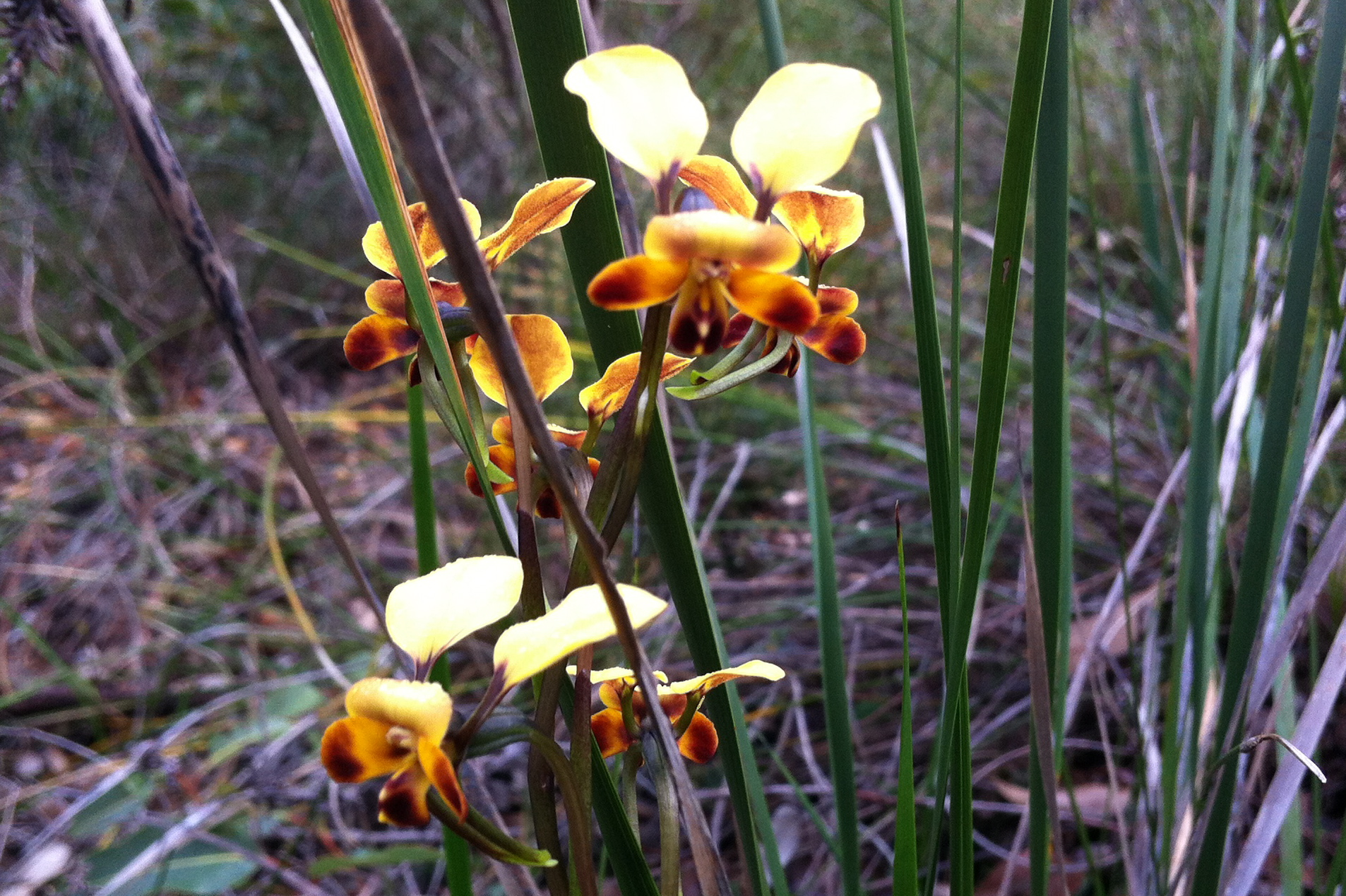
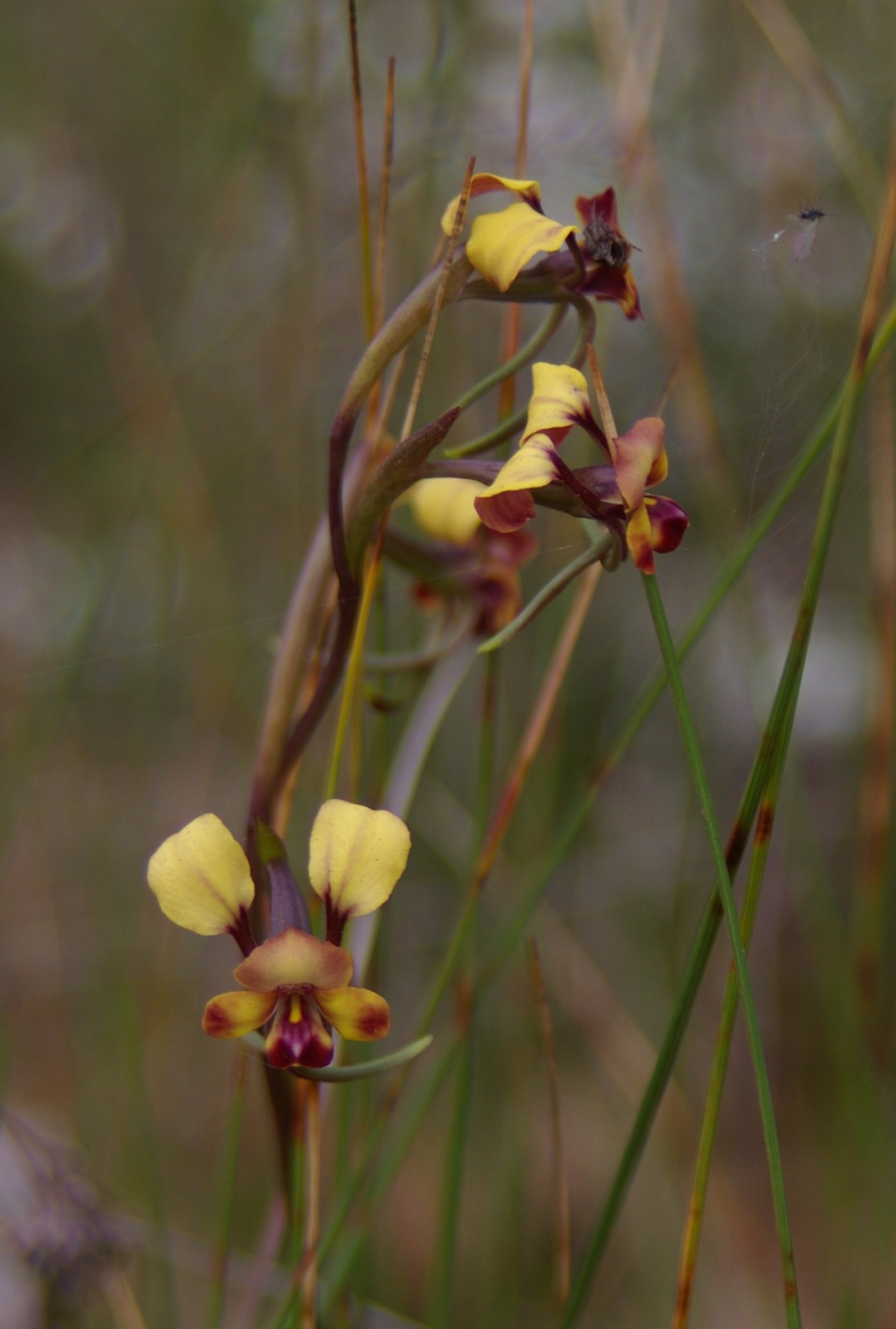
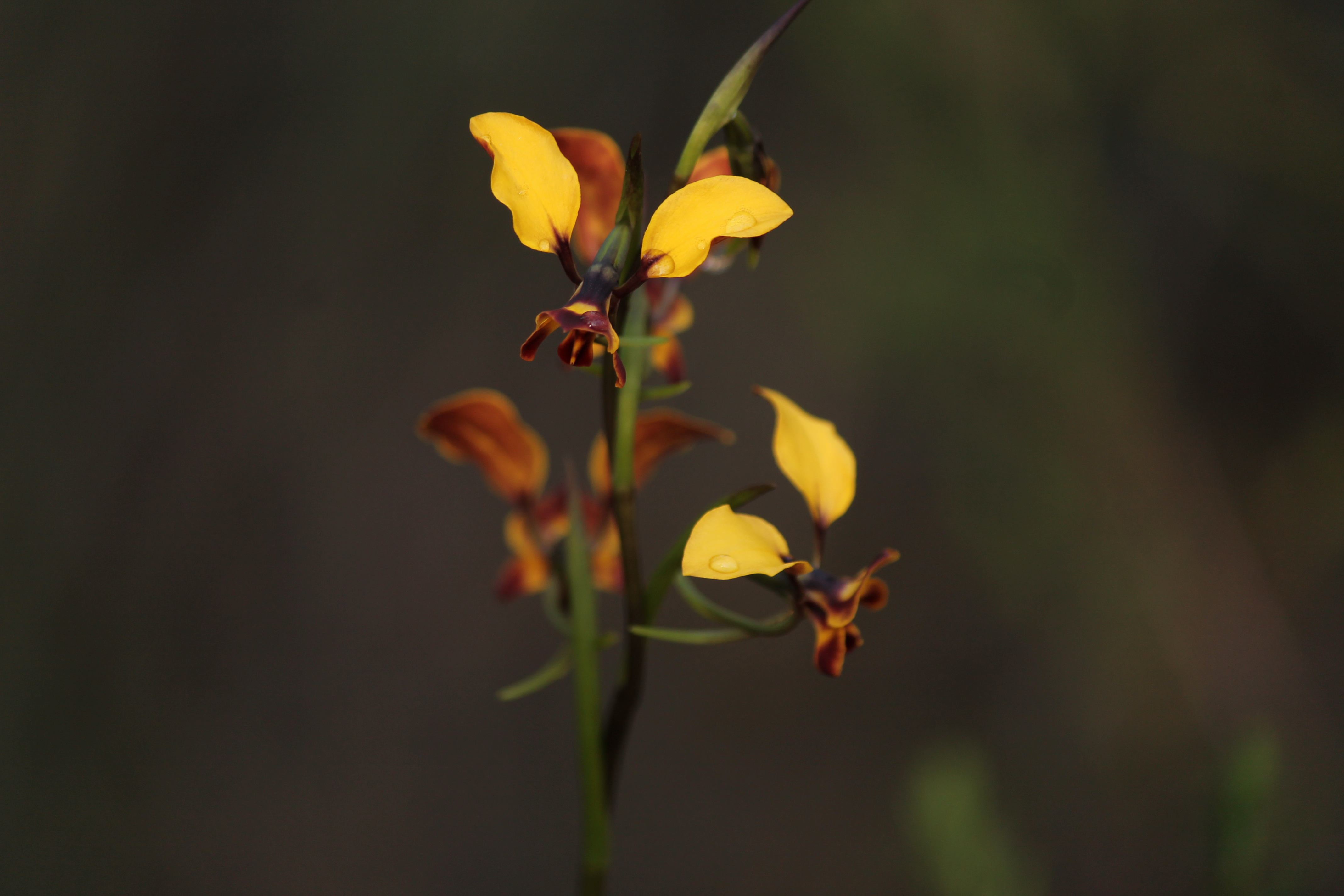
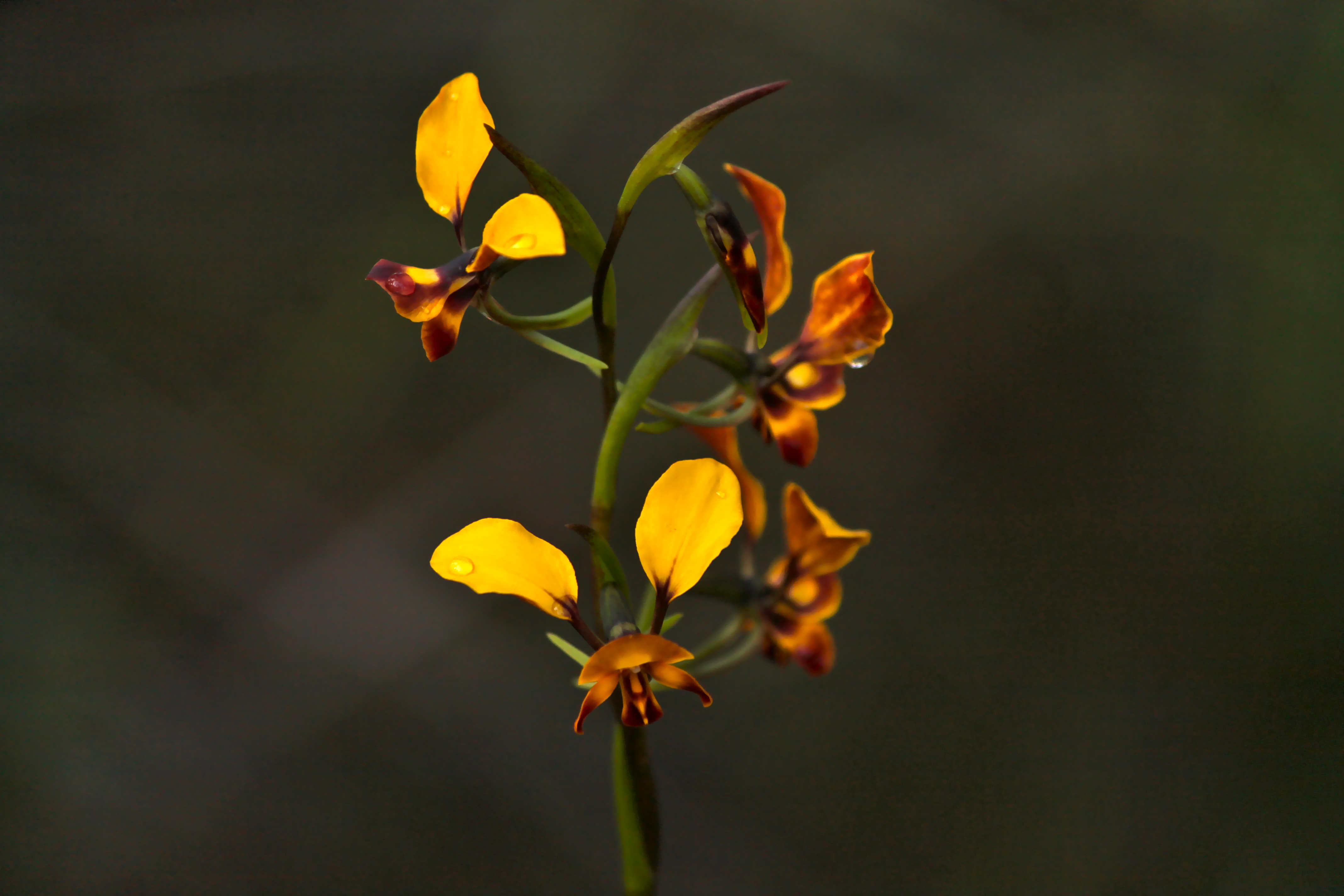
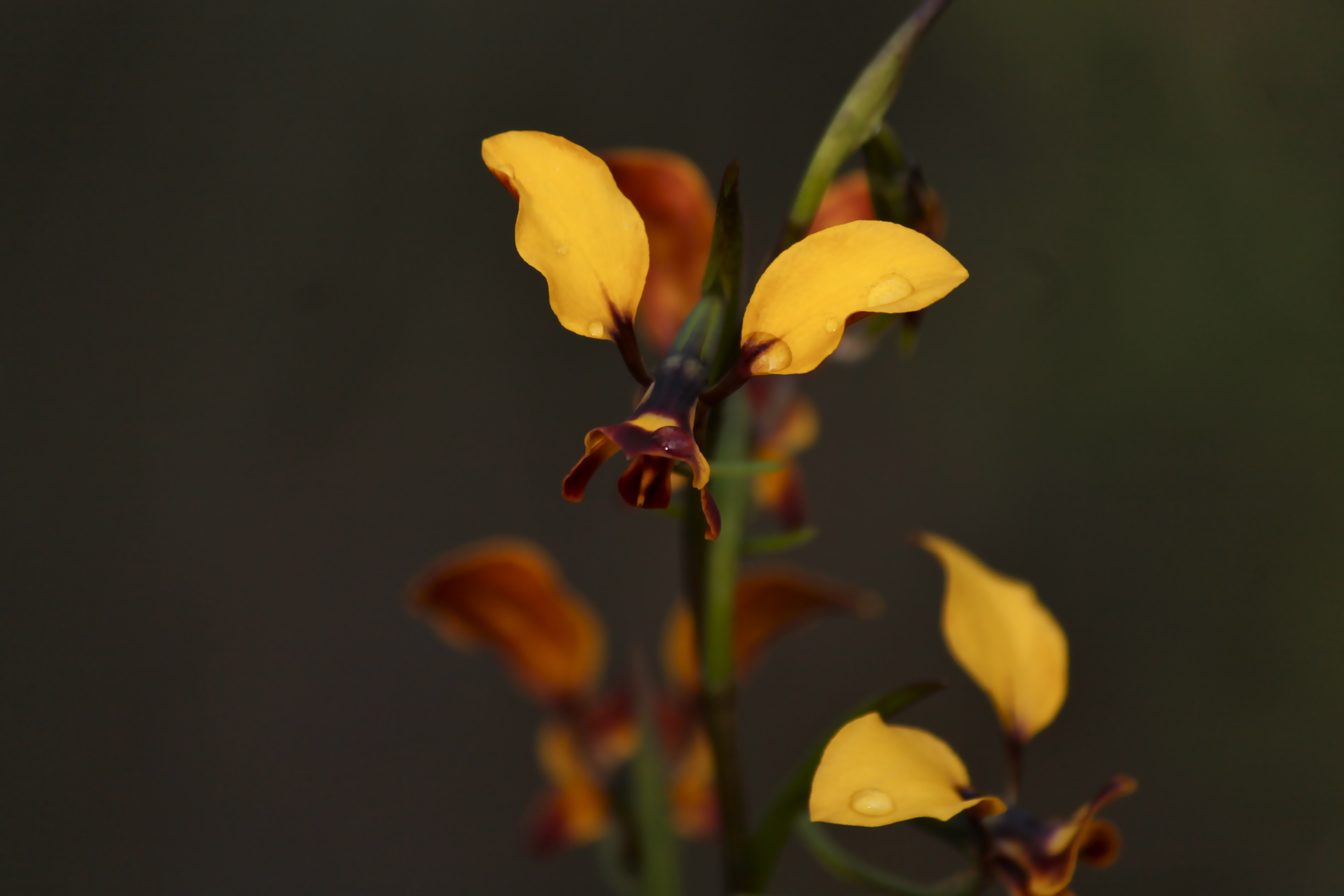